# Cyperus granatensis
Cyperus granatensis är en halvgräsart som beskrevs av Charles Baron Clarke. Cyperus granatensis ingår i släktet papyrusar, och familjen halvgräs.
Artens utbredningsområde är Colombia. Inga underarter finns listade i Catalogue of Life.